# Vintjärnen (Arvidsjaurs socken, Lappland)
Vintjärnen är en sjö i Arvidsjaurs kommun i Lappland och ingår i Byskeälvens huvudavrinningsområde.